# سیارک ۳۰۲۶
سیارک ۳۰۲۶ (به انگلیسی: 3026 Sarastro، نامگذاری:1977TA1) سه هزار و بیست و ششمین سیارک کشف شده‌است که در ۱۲ اکتبر ۱۹۷۷ کشف شد.
قدر مطلق سیارک برابر ۱۱٫۹۰ است.